# Фалькин, Сергей Александрович
Сергей Александрович Фалькин (род. 10 ноября 1955 года, село Заиграево, Заиграевский район, Бурятская АССР) — российский скульптор, камнерез, художник-график. Член Союза художников России. Участник и победитель изобразительных и ювелирных выставок в России и за рубежом. Член Всемирного клуба петербуржцев с 2004 г. Член Экспертного Комитета Фонда Игоря Карла Фаберже. Произведения имеются в коллекциях Государственного Эрмитажа, Государственного литературно-мемориального музея Анны Ахматовой, Дворца Конгрессов — Константиновского дворца в Санкт-Петербурге, Иркутского художественного музея им. В. П. Сукачева, в частных коллекциях России, Франции, США, Германии, Швеции, Латвии. Работы продавались на аукционах «Koller» (Цюрих), «Jackson» (Нью-Йорк), «Lauritz.com» (Стокгольм).

## Биография
С раннего детства творчество в различных его проявлениях сопровождало Сергея. Семья и ее традиции послужили надежной опорой в развитии таланта. В начале 1970-х поступил в педагогический институт города Улан-Удэ на физико-математический факультет. Далее произошёл переезд семьи в Красноярск и вынужденный перевод в Красноярский педагогический институт. Не окончив учебу, он принял решение уйти в армию. Служил в Литве в воздушно-десантных войсках, которые были приписаны к войскам Варшавского договора. По возвращении недолгое время проработал художником-оформителем на заводе в Красноярске.
Приехал в Ленинград в 1976 году. Окончил факультет журналистики Ленинградского университета. Пару лет проработал по специальности в местных газетах. Но тяга к творчеству не оставляла его, в это время появляются первые деревянные скульптуры.
Начиная с 1984 года, несколько лет работал в издательском отделе Эрмитажа, оформлял каталоги. Именно в реставрационных мастерских музея представилась возможность расширить знания об искусстве и получить новый опыт работы.
Писал стихи, занимался в литературном объединении Александра Кушнера. Посещал студию рисунка Льва Овчинникова. Тогда же впервые стали выставляться его графические работы.
Встреча с известным ленинградским скульптором Виктором Ставницером, ставшим учителем и предложившим работу с заказами худфонда, стала определяющей в понимании собственного стиля и художественного почерка.
В 1987—1988 годах — работает реставратором и резчиком в Царскосельской реставрационной мастерской по восстановлению Янтарной комнаты. Здесь он занимается янтарем, пока окончательно не решает сосредоточиться на освоении твердого камня.
За этим последовало создание одного из первых кооперативов — «Классика» — мастерской по изготовлению шкатулок и предметов декоративно-прикладного искусства. Базовое знакомство с камнем, работа в технике флорентийской мозаики. Обсидиан, яшма, нефрит — именно из этих камней были исполнены первые работы в камнерезной мастерской «Эболи» (1995—1999), одним из основателей которой он был.
Следующая ступень в творческой биографии Сергея Фалькина, как своеобразный вклад в развитие истории современного отечественного камнерезного искусства, — творческая мастерская «Багульник», просуществовавшая без малого семь лет с 1999 по 2006 год. В этот период было создано впечатляющее количество полихромных скульптур, флористических и анималистических композиций, богатая коллекция функциональных предметов. В дальнейшем, был издан каталог с лучшими работами данных направлений. Именно это «собрание» становится первым в творчестве Сергея, примечательным также и тем, что в него вошли его собственные художественные работы.
Начав творческий путь как продолжатель традиций Карла Фаберже, Сергей Фалькин создал свой уникальный стиль в камнерезном искусстве. Он преодолел традиционный подход к поделочному камню как к материалу для изделий прикладного искусства и основал новое направление в скульптуре, которое продолжает развивать в собственной мастерской в настоящее время.

## Хронология выставок
2021
- Персональная выставка «Точка отсчета», Художественный музей им. Ц. С. Сампилова, Улан-Удэ

2018
- Персональная выставка Сергея Фалькина, Галерея Виктора Бронштейна, Иркутск

2017
- Выставка «Преодоление статики», Малый выставочный зал Конюшенного корпуса ЦПКиО им. С. М. Кирова, Санкт-Петербург

2016
- Выставка «Рыцарь Печального Образа», Музей истории религии, Санкт-Петербург

2015
- Выставка «Скульптура в камне XX—XXI века», Государственный Русский музей, Санкт-Петербург. В экспозиции была представлена камнерезная скульптура «Авель»

2014
- Выставка «Пластика в металле и камне», Эрмитаж, Санкт-Петербург

По результатам данной выставки на сегодняшний день в собрании Государственного Эрмитажа находятся следующие работы Сергея Фалькина: "Улитка «Готика», "Улитка «Волна», «Каин и Авель». Ранее в коллекцию музея попали работы из бронзы: медаль памяти Бродского и плакетка «Венеция Бродского»
- конкурс ГОХРАНА «Россия. XXI век», Санкт-Петербург (2-е место за камнерезную скульптуру)

2012
- «Baby mammoth of the ice age», Гонконг, Китай (были представлены четыре резных работы из бивня мамонта; Сергей Фалькин разработал логотип Мамонтового комитета в России)
- «Резные сокровища» (200 шедевров русских и немецких художников-камнерезов), Музей драгоценных камней, Идар-Оберштайн, Германия («Gravierte Kostbarkeiten». 200 Meisterwerke Russischer und Deutcher Edelstein-Graveure. Edelstein museum, Idar-Oberstein, Germany)

2011
- Персональная выставка «Диалог» в ФГУ Государственный комплекс «Дворец конгрессов» − «Константиновский дворец», Санкт-Петербург

- Персональная выставка «Célèbre Inconnu: Le Créateur atypique de l’imaginaire» в арт-галерее «Serio», Париж, Франция

2009
- 1-е Биеннале французских скульпторов, собор Madeleine, Париж, Франция
- Персональная выставка «Аллегория времени» в ФГУ Государственный комплекс «Дворец конгрессов» − «Константиновский дворец» в рамках проекта «Современные художники России», Санкт-Петербург
- Персональная выставка «Венеция Бродского» в Государственном литературно-мемориальном музее Анны Ахматовой, Санкт-Петербург
- Конкурс ГОХРАНА «Ювелиры — XXI веку», Санкт-Петербург (1-е место за камнерезную скульптуру)

2007
- Выставка «Salon du Patrimoine Culturel Carrusel du Louvre», Париж, Франция
- Персональная выставка в рамках «Amber Trip», Вильнюс, Литва

2006
- XI Международная выставка-конкурс «Ювелирный Олимп», Санкт-Петербург (1-е место за камнерезную скульптуру)